# Canal de Jonction (Aude)
Der etwa 5 Kilometer lange Canal de Jonction (deutsch: Verbindungskanal), auch Canal de Narbonne, ist ein Schifffahrtskanal im Département Aude in der Region Okzitanien in Südfrankreich. Er liegt vollständig im Gemeindegebiet von Sallèles-d’Aude. Über ihn wurde der Canal de la Robine an den Canal du Midi angeschlossen.

## Verlauf und technische Infrastruktur
Der Canal de Jonction zweigt vom Canal du Midi nahe dessen Kanalbrücke über den Fluss Cesse ab und mündet nach etwa 5 Kilometern  und rund 21 Meter tiefer im Fluss Aude etwa 1 Kilometer südöstlich des Ortskerns von Sallèles-d’Aude. Der Abstieg erfolgt durch sieben Schleusen, deren Wasserversorgung aus dem Canal du Midi erfolgt.
Der Anschluss an den Canal de la Robine erfolgt nicht direkt, sondern befindet sich etwa 650 Meter flussabwärts am gegenüberliegenden (rechten) Ufer der Aude oberhalb eines Stauwehrs. Dieses ermöglicht die Flussschifffahrt ab der Einmündung des Canal de Jonction. Der hier bei Moussoulens (Gemeinde Moussan) beginnende Canal de la Robine führt zunächst nach Narbonne und dann weiter nach Port-la-Nouvelle und ins  Mittelmeer.

### Koordinaten
- Ausgangspunkt des Kanals: 43° 17′ 0″ N, 2° 55′ 20″ OKoordinaten: 43° 17′ 0″ N, 2° 55′ 20″ O
- Endpunkt des Kanals: 43° 14′ 45″ N, 2° 57′ 21″ O

## Geschichte
Bei der Erbauung des Canal du Midi war vorerst kein Anschluss des Canal de la Robine geplant, obwohl lediglich eine Strecke von fünf Kilometern zu überwinden war. Erst 100 Jahre später gelang es dem Erzbischof von Narbonne, Monseigneur Dillon, die Familie Riquet von der Bedeutung dieses Projektes zu überzeugen. 1787 wurde der Canal de Jonction dann ausgehoben und damit der Canal de la Robine, an dem Narbonne liegt, mit dem Canal du Midi verbunden, der damals seine wirtschaftliche Blütezeit hatte.

## Wirtschaftliche Bedeutung
Die Frachtschifffahrt hat nach und nach an Bedeutung verloren. Heute wird der Kanal hauptsächlich von Sport- und Hausbooten genutzt. Der Wassertourismus entlang des Canal du Midi ist von großer Bedeutung. 